# 金融大街
39°54′48″N 116°21′14″E / 39.91320°N 116.35375°E
金融大街是位于中国北京市西城区中部的一条大街，也是北京金融街中心区的主要道路之一。

## 简介

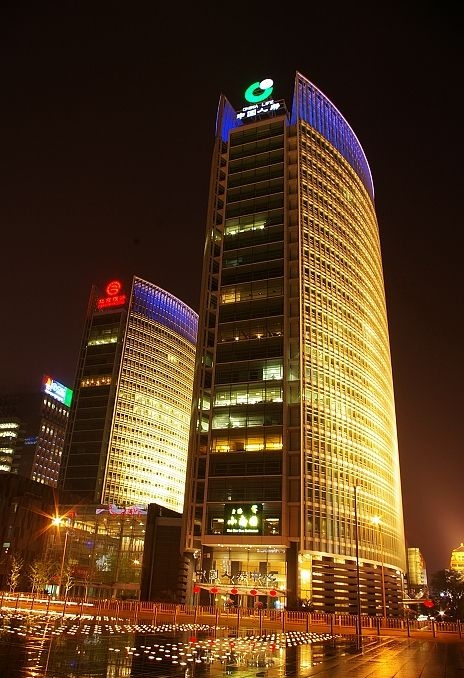
从金融街中心广场西端看金融大街及其西侧的中国人寿中心

2006年10月12日，金融街中心广场建成并对公众开放。同日，金融大街也全面通车。金融大街南起复兴门内大街，北到阜成门内大街，是贯通北京金融街中心区的南北干道。
金融大街的南段一部分原为花园宫胡同。花园宫胡同为南北走向，南到成方街，北到按院胡同，全长310米，平均宽3.5米。清朝称“西夹道”、“城隍庙夹道”，因为在北京都城隍庙西侧而得名。1911年之后，中南段更名为“花园宫”，北段并入按院胡同。1965年北京市整顿地名，又将北段从按院胡同析出与中南段合并，定名“花园宫胡同”。2000年代拓宽改造为金融大街的一部分。花园宫胡同北段东侧，原来还有花园宫东巷，2000年代拆除，后原址兴建为盈泰中心。
金融大街的中段一部分原为真武胡同。真武胡同为南北走向，南起松鹤胡同，北到烟筒胡同与机织卫胡同交汇处，全长158米，平均宽3米。清朝称“真武庙”，因庙而得名。1965年北京市整顿地名，定名为“真武胡同”。2000年代拓宽改造为金融大街的一部分。

金融大街的北段的一部分原来分别是横水车胡同、香家园胡同。横水车胡同为南北走向，南到王府仓胡同，北到民康胡同，全长157米，平均宽3米。1911年之后始称横水车胡同，因为和东西向的大水车胡同、小水车胡同垂直相交而得名。横水车胡同2000年代被拆除。香家园胡同为南北走向，南到大乘胡同，北到王府仓胡同，全长250米，平均宽3米。清朝称向家园，俗称香家园、香椒园，又称向家院。1965年北京市整顿地名，将甄荐胡同并入，定名为香家园胡同。甄荐胡同原来称针尖胡同，因为又小又短而得名。

## 建筑
| 金融大街西侧              | 金融大街西侧                                                                      | 金融大街西侧 | ↑ 北 金 融 大 街 南 ↓ | 金融大街东侧       | 金融大街东侧                                                                               | 金融大街东侧     |
| 门牌号                    | 建筑物、场所或单位                                                                | 图片         | ↑ 北 金 融 大 街 南 ↓ | 图片               | 建筑物、场所或单位                                                                         | 门牌号           |
| ------------------------- | --------------------------------------------------------------------------------- | ------------ | --------------------- | ------------------ | ------------------------------------------------------------------------------------------ | ---------------- |
| 1号                       | 石油金融大厦（原金亚光大厦） 浙商银行北京分行                                     |              | ↑ 北 金 融 大 街 南 ↓ |                    | 民康胡同23号院                                                                             | （民康胡同23号） |
| 1号                       | 石油金融大厦（原金亚光大厦） 浙商银行北京分行                                     | 民康胡同     | ↑ 北 金 融 大 街 南 ↓ |                    |                                                                                            |                  |
| 1号                       | 石油金融大厦（原金亚光大厦） 浙商银行北京分行                                     |              | ↑ 北 金 融 大 街 南 ↓ | 金益大厦           | 4号                                                                                        |                  |
| 3号                       | 金鼎大厦 中国邮政储蓄银行总行 中国邮政储蓄银行金融大街支行                        |              | ↑ 北 金 融 大 街 南 ↓ | 金益大厦           | 4号                                                                                        |                  |
| 3号                       | 金鼎大厦 中国邮政储蓄银行总行 中国邮政储蓄银行金融大街支行                        |              | ↑ 北 金 融 大 街 南 ↓ | 北京市第一五九中学 | （王府仓胡同23号）                                                                         |                  |
| 王府仓胡同                | 王府仓胡同                                                                        | 王府仓胡同   | ↑ 北 金 融 大 街 南 ↓ | 王府仓胡同         | 王府仓胡同                                                                                 | 王府仓胡同       |
| 5号                       | 新盛大厦 中国工商银行金融大街支行                                                 |              | ↑ 北 金 融 大 街 南 ↓ |                    | 金嘉大厦                                                                                   | 6号              |
| 7号                       | 英蓝国际金融中心                                                                  |              | ↑ 北 金 融 大 街 南 ↓ |                    | 金嘉大厦                                                                                   | 6号              |
| 大喜胡同                  | 大喜胡同                                                                          | 大喜胡同     | ↑ 北 金 融 大 街 南 ↓ | 华嘉胡同           | 华嘉胡同                                                                                   | 华嘉胡同         |
| 甲9号                     | 金融街中心 亚洲基础设施投资银行总部 上海银行金融街支行 大连银行北京西城支行       |              | ↑ 北 金 融 大 街 南 ↓ |                    | 中国华融大厦 中国华融资产 中央国债登记结算有限责任公司 恒丰银行北京分行 南京银行金融街支行 | 8号 10号         |
| 11号                      | 中国再保险大厦 中国再保险 北京金融街国际酒店                                      |              | ↑ 北 金 融 大 街 南 ↓ |                    | 中国华融大厦 中国华融资产 中央国债登记结算有限责任公司 恒丰银行北京分行 南京银行金融街支行 | 8号 10号         |
| 武定侯街                  | 武定侯街                                                                          | 武定侯街     | ↑ 北 金 融 大 街 南 ↓ | 武定侯街           | 武定侯街                                                                                   | 武定侯街         |
| 乙9号 丙9号               | 金融街行政公寓 北京金融街威斯汀大酒店                                             |              | ↑ 北 金 融 大 街 南 ↓ |                    | 中国人寿广场 中国人寿保险总部 中国农业银行金融大街支行 招商银行金融街中心支行              | 12号 14号 16号   |
| 15号 甲15号               | 鑫茂大厦 国家金融监督管理总局 国家金融监督管理总局北京监管局 恒泰证券北京营业部   |              | ↑ 北 金 融 大 街 南 ↓ |                    | 中国人寿广场 中国人寿保险总部 中国农业银行金融大街支行 招商银行金融街中心支行              | 12号 14号 16号   |
| 金城坊街                  | 金城坊街                                                                          | 金城坊街     | ↑ 北 金 融 大 街 南 ↓ | 金城坊街           | 金城坊街                                                                                   | 金城坊街         |
| 17号 甲17号 乙17号 丙17号 | 北京银行总行 中国人寿中心 北京金融资产交易所 北京产权交易所金融街办公区           |              | ↑ 北 金 融 大 街 南 ↓ |                    | 金融街中心广场                                                                             |                  |
| 17号 甲17号 乙17号 丙17号 | 北京银行总行 中国人寿中心 北京金融资产交易所 北京产权交易所金融街办公区           |              | ↑ 北 金 融 大 街 南 ↓ | 金融街购物中心     | （金城坊街2号）                                                                            |                  |
| 金城坊西街                | 金城坊西街                                                                        | 金城坊西街   | ↑ 北 金 融 大 街 南 ↓ | 金城坊西街         | 金城坊西街                                                                                 | 金城坊西街       |
| 19号                      | 富凯大厦 中国证券监督管理委员会 三峡国际能源投资集团有限公司 中国建设银行月坛支行 |              | ↑ 北 金 融 大 街 南 ↓ |                    | 航宇大厦 交通银行金融大街支行                                                              | 20号 22号        |
| 21号                      | 中国联通大厦 中国联通总部                                                         |              | ↑ 北 金 融 大 街 南 ↓ |                    | 航宇大厦 交通银行金融大街支行                                                              | 20号 22号        |
| 广宁伯街                  | 广宁伯街                                                                          | 广宁伯街     | ↑ 北 金 融 大 街 南 ↓ | 广宁伯街           | 广宁伯街                                                                                   | 广宁伯街         |
| 23号                      | 平安大厦 平安银行金融街支行                                                       |              | ↑ 北 金 融 大 街 南 ↓ |                    | 华实大厦                                                                                   | 乙26号           |
| 25号                      | 中国建设银行总行                                                                  |              | ↑ 北 金 融 大 街 南 ↓ |                    | 金阳大厦 全国中小企业股份转让系统 北京证监局 北京银行金融街支行                            | 丁26号           |
| 甲23号                    | 金融院 北部资产经营股份有限公司 天治北部资产管理有限公司                          |              | ↑ 北 金 融 大 街 南 ↓ |                    | 金阳大厦 全国中小企业股份转让系统 北京证监局 北京银行金融街支行                            | 丁26号           |
| 27号                      | 投资广场 中信银行北京分行营业部 中国银行金融街支行 中国银行贵金属销售交易中心     |              | ↑ 北 金 融 大 街 南 ↓ |                    | 金阳大厦 全国中小企业股份转让系统 北京证监局 北京银行金融街支行                            | 丁26号           |
| 学院胡同                  | 学院胡同                                                                          | 学院胡同     | ↑ 北 金 融 大 街 南 ↓ | 学院胡同           | 学院胡同                                                                                   | 学院胡同         |
| 29号                      | 中国移动总部 中国工商银行复兴门支行                                               |              | ↑ 北 金 融 大 街 南 ↓ |                    | 盈泰商务中心 国家电力投资集团 中国光大银行金融街支行 中债资信评估有限责任公司              | 28号             |
| 31号                      | 中国电信总部                                                                      |              | ↑ 北 金 融 大 街 南 ↓ |                    | 盈泰商务中心 国家电力投资集团 中国光大银行金融街支行 中债资信评估有限责任公司              | 28号             |
| 33号                      | 通泰大厦 交通银行北京市分行营业部 中国民生银行金融街支行                          |              | ↑ 北 金 融 大 街 南 ↓ |                    | 盈泰商务中心 国家电力投资集团 中国光大银行金融街支行 中债资信评估有限责任公司              | 28号             |
| 33号                      | 通泰大厦 交通银行北京市分行营业部 中国民生银行金融街支行                          | 都城隍庙后殿 | ↑ 北 金 融 大 街 南 ↓ |                    |                                                                                            |                  |
| 西兴盛胡同                | 西兴盛胡同                                                                        | 西兴盛胡同   | ↑ 北 金 融 大 街 南 ↓ | 兴盛街             | 兴盛街                                                                                     | 兴盛街           |
| 35号                      | 国际企业大厦 中国银河证券 富邦华一银行北京分行                                    |              | ↑ 北 金 融 大 街 南 ↓ |                    | 国信证券大厦                                                                               | （兴盛街6号）    |
| 37号                      | 百盛大厦                                                                          |              | ↑ 北 金 融 大 街 南 ↓ |                    | 国信证券大厦                                                                               | （兴盛街6号）    |
| （复内大街101号）         | 北京百盛购物中心北楼                                                              |              | ↑ 北 金 融 大 街 南 ↓ |                    | 国信证券大厦                                                                               | （兴盛街6号）    |
| 成方街                    | 成方街                                                                            | 成方街       | ↑ 北 金 融 大 街 南 ↓ | 成方街             | 成方街                                                                                     | 成方街           |
| （复内大街101号）         | 北京百盛购物中心南楼 中国工艺美术馆精品馆                                         |              | ↑ 北 金 融 大 街 南 ↓ |                    | 中国人民银行                                                                               | （成方街32号）   |
| （复内大街99号）          | 国旅长安大厦                                                                      |              | ↑ 北 金 融 大 街 南 ↓ |                    | 中国人民银行                                                                               | （成方街32号）   |

注：
斜体门牌号为门牌号分配至金融大街但并未紧邻金融大街的建筑物。